# Cypripedium kentuckiense
Cypripedium kentuckiense là một loài thực vật có hoa trong họ Lan. Loài này được C.F.Reed mô tả khoa học đầu tiên năm 1981.

## Hình ảnh

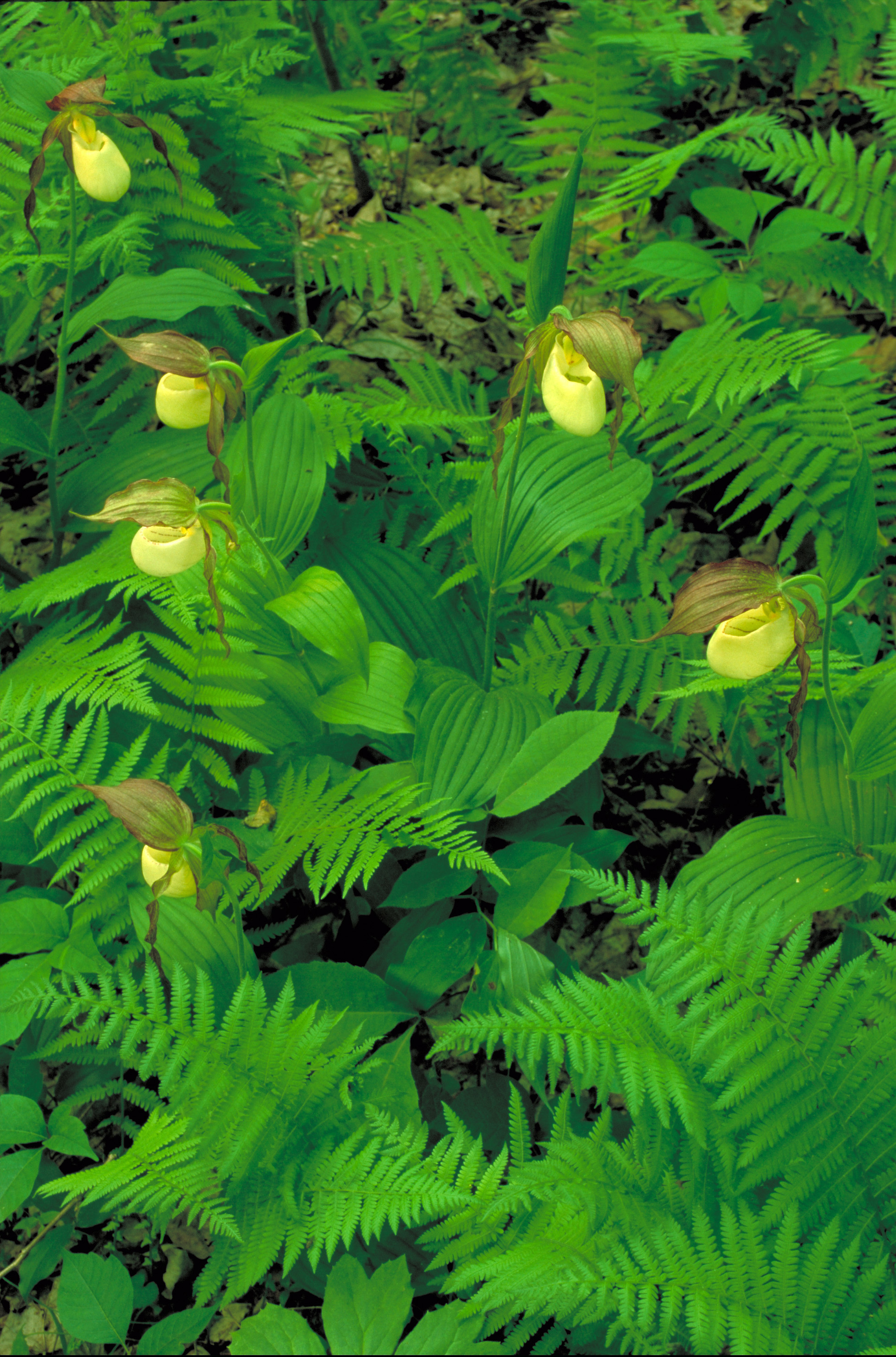
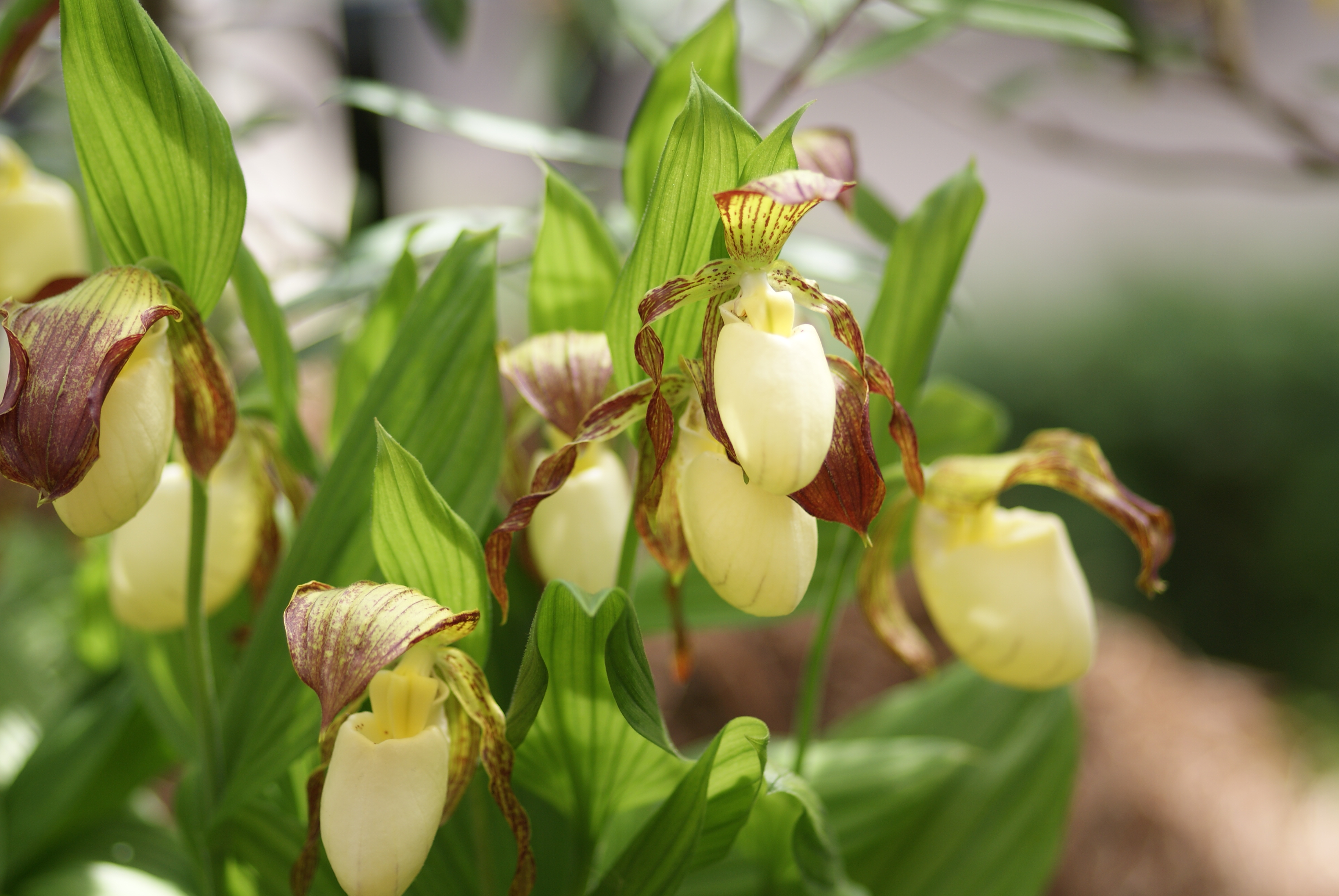
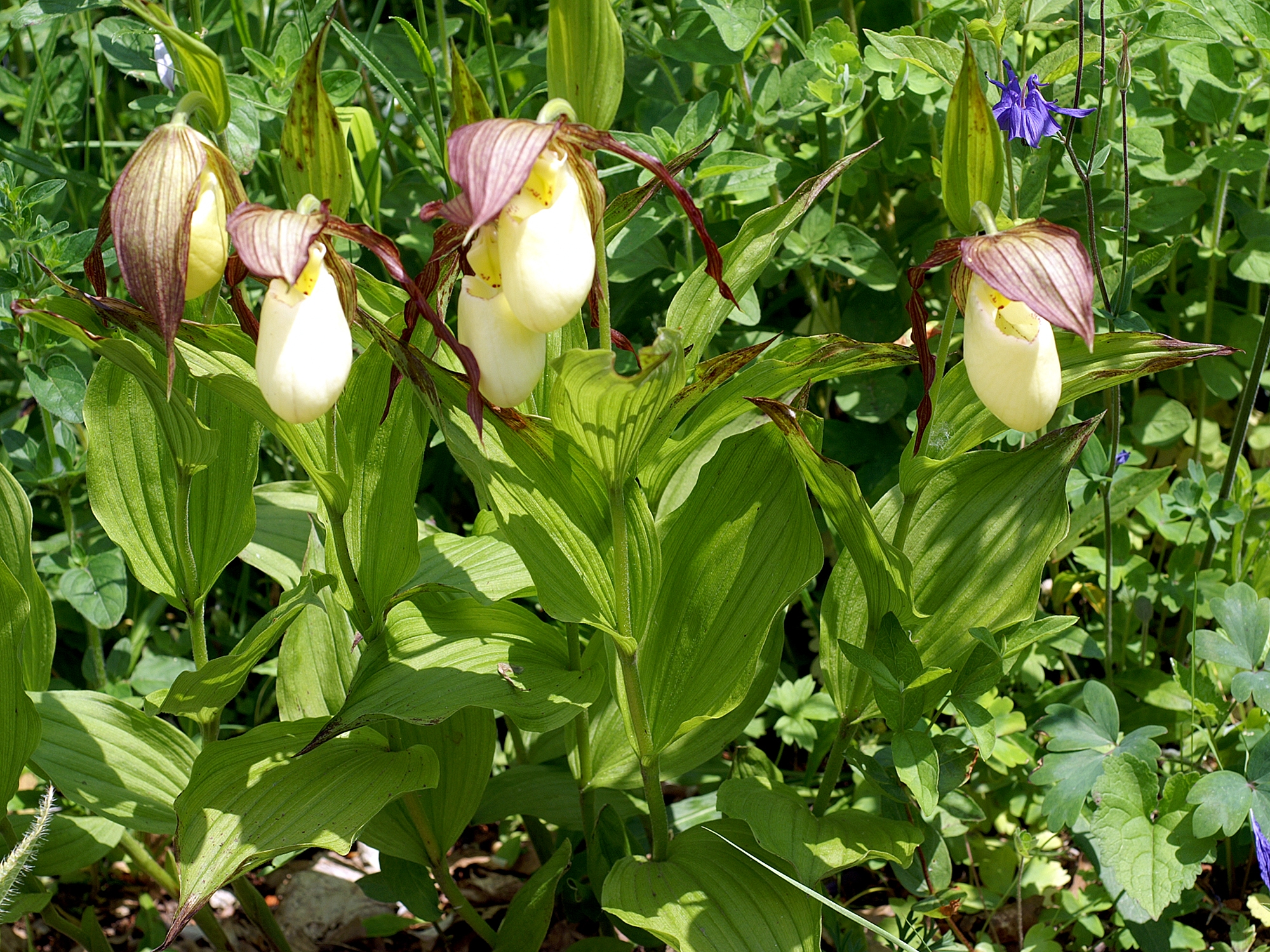
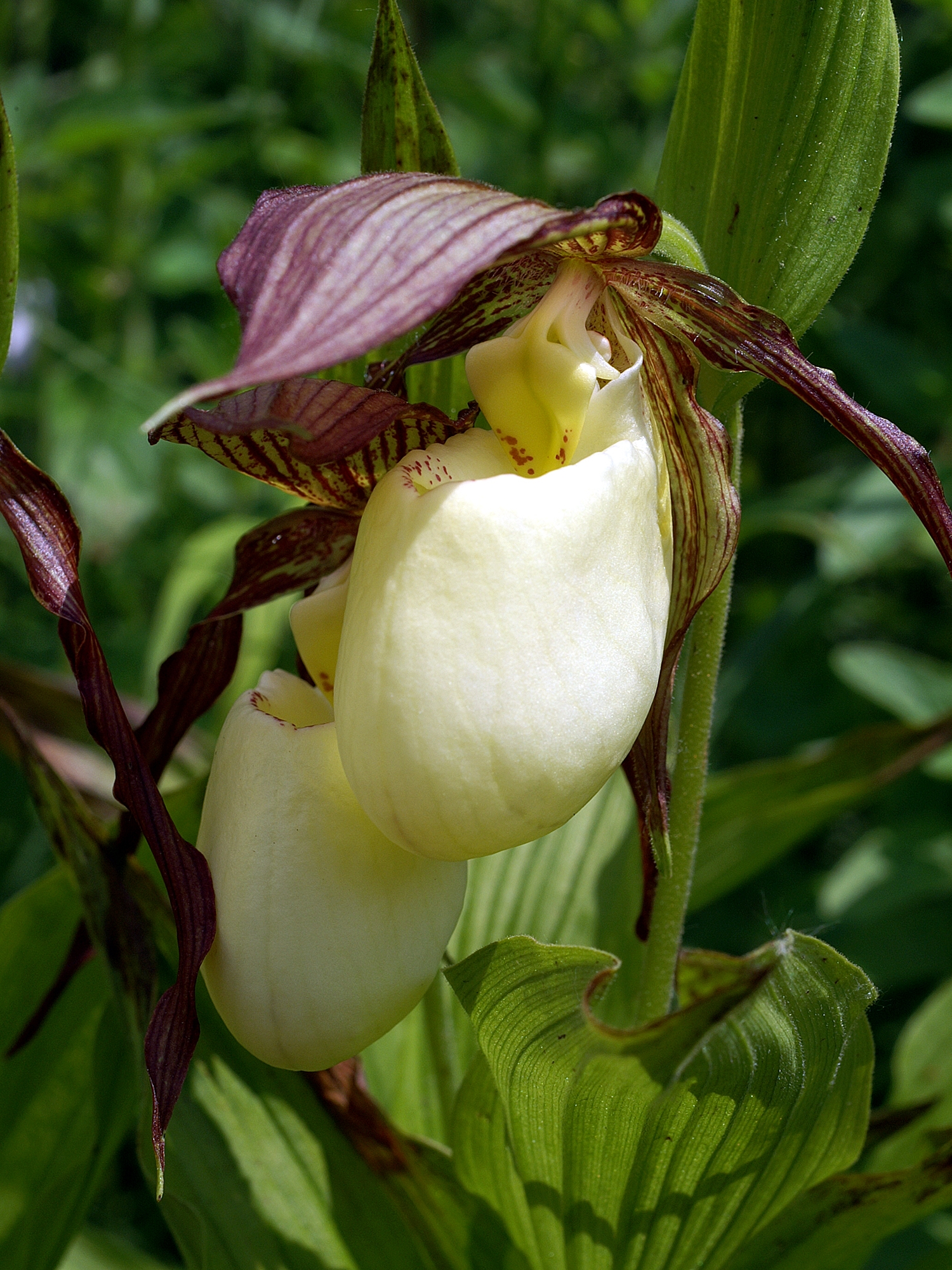